# Campeonato Mundial de Atletismo Sub-20 de 2022 - 3000 m com obstáculos masculino
A prova dos 3000 metros com obstáculos masculino do Campeonato Mundial de Atletismo Sub-20 de 2022 ocorreu entre os dias 3 a 6 de agosto de 2022 no Estádio Olímpico Pascual Guerrero, em Cali, na Colômbia.

## Recordes
Antes desta competição, os recordes mundiais e do campeonato nesta prova eram os seguintes:
|       | Nome                             | Nacionalidade | Tempo   | Local     | Data                 |
| ----- | -------------------------------- | ------------- | ------- | --------- | -------------------- |
| WU20R | Saif Saaeed Shaheen              | Quênia        | 7:58.66 | Bruxelas  | 24 de agosto de 2001 |
| CR    | Conseslus Kipruto                | Quênia        | 8:06.10 | Barcelona | 15 de julho de 2012  |
| WU20L | align=leftSalaheddine Ben Yazide | Marrocos      | 8:19.63 | Rabat     | 5 de junho de 2022   |

## Medalhistas
| Ouro                | Prata               | Bronze                       |
| Samuel Duguna (ETH) | Samuel Firewu (ETH) | Salaheddine Ben Yazide (MAR) |

## Cronograma
Todos os horários são locais (UTC-5).
| Data        | Hora  | Evento  |
| ----------- | ----- | ------- |
| 3 de agosto | 06:35 | Bateria |
| 6 de agosto | 14:00 | Final   |

## Resultados

### Bateria
Qualificação: Os 3 primeiros de cada bateria (Q) e os 6 tempos mais rápidos (q).
| Posição | Bateria | Atleta                 | Nacionalidade  | Tempo   | Notas    |
| ------- | ------- | ---------------------- | -------------- | ------- | -------- |
| 1       | 3       | Samuel Duguna          | Etiópia        | 8:44.83 | Q        |
| 2       | 3       | Haron Kibet            | Quênia         | 8:47.25 | Q        |
| 3       | 3       | Tomáš Habarta          | Chéquia        | 8:47.36 | Q, NU20R |
| 4       | 2       | Samuel Firewu          | Etiópia        | 8:49.27 | Q        |
| 5       | 2       | Emmanuel Wafula        | Quênia         | 8:49.57 | Q        |
| 6       | 3       | Elphas Toroitich Ndiwa | Uganda         | 8:50.05 | q        |
| 7       | 1       | Salaheddine Ben Yazide | Marrocos       | 8:50.70 | Q        |
| 8       | 3       | Asahi Kuroda           | Japão          | 8:51.04 | q        |
| 9       | 1       | Leonard Chemutai       | Uganda         | 8:51.09 | Q        |
| 10      | 1       | Hamse Dhabar           | Bahrein        | 8:51.25 | Q,       |
| 11      | 1       | Abderrahmane Daoud     | Argélia        | 8:51.30 | q        |
| 12      | 2       | Ryotaro Onuma          | Japão          | 9:00.02 | Q        |
| 13      | 3       | Rubén Leonardo         | Espanha        | 9:00.60 | q        |
| 14      | 1       | Baptiste Cartieaux     | França         | 9:01.37 | q        |
| 15      | 2       | Cesare Caiani          | Itália         | 9:02.35 | q        |
| 16      | 2       | Clément Labar          | Bélgica        | 9:04.39 |          |
| 17      | 3       | Paulo de Jesus Gomez   | Costa Rica     | 9:05.97 | NU20R    |
| 18      | 2       | Thomas Bridger         | Reino Unido    | 9:06.37 |          |
| 19      | 1       | Peter Visser           | Estados Unidos | 9:06.47 |          |
| 20      | 3       | Wilson Navarrete       | Equador        | 9:06.99 |          |
| 21      | 2       | Bryce Lentz            | Estados Unidos | 9:07.67 |          |
| 22      | 3       | Tomer Mualem           | Israel         | 9:08.19 |          |
| 23      | 2       | César Morales          | México         | 9:11.70 |          |
| 24      | 1       | Archie Noakes          | Austrália      | 9:12.50 |          |
| 25      | 2       | Flynn Pumpa            | Austrália      | 9:14.48 |          |
| 26      | 2       | Maciej Megier          | Polónia        | 9:14.55 |          |
| 27      | 2       | Roger Suria            | Espanha        | 9:14.60 |          |
| 28      | 1       | Maximilian Matolín     | Chéquia        | 9:21.33 |          |
| 29      | 1       | Vinicius De Carvalho   | Brasil         | 9:22.17 |          |
| 30      | 2       | Matthys Bourse         | França         | 9:23.04 |          |
| 31      | 3       | Vebjørn Hovdejord      | Noruega        | 9:23.42 |          |
| 32      | 1       | Silas Zahlten          | Alemanha       | 9:29.08 |          |
| 33      | 3       | Kurt Lauer             | Alemanha       | 9:31.73 |          |
| 34      | 1       | Leandro Monteiro       | Portugal       | 9:31.93 |          |
| 35      | 1       | Roberto Angel Marquez  | Alemanha       | 9:33.02 |          |
| 36      | 3       | Moetez Fajraoui        | Tunísia        | 9:44.89 |          |
|         | 2       | Yassin Chninni         | Tunísia        |         | DNF      |
|         | 1       | Ferenc Soma Kovács     | Hungria        |         | DNS      |

### Final
A prova final foi realizada no dia 6 de agosto às 14:00. 
| Posição           | Atleta                 | Nacionalidade | Tempo   | Notas           |
| ----------------- | ---------------------- | ------------- | ------- | --------------- |
| Medalha de ouro   | Samuel Duguna          | Etiópia       | 8:37.92 |                 |
| Medalha de prata  | Samuel Firewu          | Etiópia       | 8:39.11 |                 |
| Medalha de bronze | Salaheddine Ben Yazide | Marrocos      | 8:40.62 |                 |
| 4                 | Leonard Chemutai       | Uganda        | 8:41.03 |                 |
| 5                 | Hamse Dhabar           | Bahrein       | 8:44.74 | Recorde pessoal |
| 6                 | Emmanuel Wafula        | Quênia        | 8:45.05 |                 |
| 7                 | Elphas Toroitich Ndiwa | Uganda        | 8:49.27 |                 |
| 8                 | Abderrahmane Daoud     | Argélia       | 8:49.86 |                 |
| 9                 | Tomáš Habarta          | Chéquia       | 8:51.86 |                 |
| 10                | Haron Kibet            | Quênia        | 8:53.79 |                 |
| 11                | Rubén Leonardo         | Espanha       | 8:55.77 |                 |
| 12                | Asahi Kuroda           | Japão         | 8:56.36 |                 |
| 13                | Baptiste Cartieaux     | França        | 9:08.03 |                 |
| 14                | Ryotaro Onuma          | Japão         | 9:14.37 |                 |
| 15                | Cesare Caiani          | Itália        | 9:14.73 |                 |

Legenda
| Recorde mundial       | Recorde mundial (World record)               |                       | Recorde africano                      | Recorde africano (African) |                                           | Q | Classificado por posição (Qualified) |
| Recorde do campeonato | Recorde do campeonato (Championship record)  | Recorde da América    | Recorde da América (Americas)         | q                          | Classificado por melhor tempo (Qualified) |   |                                      |
| Melhor marca do ano   | Melhor marca do ano (World leading)          | Recorde asiático      | Recorde asiático (Asian)              | DNS                        | Não largou (Did not start)                |   |                                      |
| Recorde nacional      | Recorde nacional (National record)           | Recorde europeu       | Recorde europeu (European)            | DNF                        | Não terminou (Did not finish)             |   |                                      |
| Recorde pessoal       | Recorde pessoal do atleta (Personal best)    | Recorde da Oceania    | Recorde da Oceania (Oceania)          | DSQ / DQ                   | Desclassificado (Disqualified)            |   |                                      |
| Recorde da temporada  | Recorde da temporada do atleta (Season best) | Recorde sul-americano | Recorde sul-americano (South America) | NM                         | Sem marca (No mark)                       |   |                                      |